# Норт-Вайтголл Тауншип (округ Лігай, Пенсільванія)
Норт-Вайтголл Тауншип (англ. North Whitehall Township) — селище (англ. township) в США, в окрузі Лігай штату Пенсільванія. Населення — 15 655 осіб (2020).

## Демографія
Згідно з переписом 2010 року, у селищі мешкали 15 703 особи в 5766 домогосподарствах у складі 4453 родин. Було 6000 помешкань
Расовий склад населення:
| - 94,7 % — білих - 1,5 % — чорних або афроамериканців - 1,3 % — азіатів - 0,1 % — корінних американців - 1,0 % — осіб інших рас |

До двох чи більше рас належало 1,3 %. Частка іспаномовних становила 3,7 % від усіх жителів.
За віковим діапазоном населення розподілялося таким чином: 25,2 % — особи молодші 18 років, 61,8 % — особи у віці 18—64 років, 13,0 % — особи у віці 65 років та старші. Медіана віку мешканця становила 43,3 року. На 100 осіб жіночої статі у селищі припадало 98,7 чоловіків;  на 100 жінок у віці від 18 років та старших — 94,9 чоловіків також старших 18 років.
Середній дохід на одне домашнє господарство  становив 94 205 доларів США (медіана — 75 714), а середній дохід на одну сім'ю — 105 732 долари (медіана — 89 182). Медіана доходів становила 56 152 долари для чоловіків та 43 855 доларів для жінок. За межею бідності перебувало 4,8 % осіб, у тому числі 5,0 % дітей у віці до 18 років та 9,1 % осіб у віці 65 років та старших.
Цивільне працевлаштоване населення становило 8634 особи. Основні галузі зайнятості: освіта, охорона здоров'я та соціальна допомога — 27,7 %, виробництво — 14,1 %, роздрібна торгівля — 13,7 %.